# Fosnes
Fosnes is een voormalige gemeente in de Noorse provincie Trøndelag. De gemeente telde 628 inwoners in januari 2017. Op 1 januari is de gemeente opgegaan in de gemeente Namsos.

## Plaatsen in de gemeente
- Dun
- Salsnes